# SV Weisenau
Die Sportvereinigung Weisenau-Mainz (kurz: SV Weisenau, auch SVW Mainz) ist ein Fußballverein aus dem Mainzer Stadtteil Weisenau.

## Stammbaum
Die Sportvereinigung Weisenau Mainz entstand durch den Zusammenschluss der beiden Weisenauer Vereine SC Olympia 1910 Weisenau und VfR 1911 Weisenau. Gründungsdatum des Vereins ist damit das Frühjahr 1910 gemäß dem Gründungsdatum des älteren der beiden Fusionsvereine. Nachdem bereits im Jahre 1920 der erfolglos gebliebene Versuch unternommen worden war, die Vereine Olympia und VfR zusammenzuschließen, kam schließlich auf der Generalversammlung 11. September 1933 die Fusion unter dem Namen Sportvereinigung Mainz-Weisenau zustande. Nach der Auflösung am Ende des Zweiten Weltkriegs wurde der Verein mit der Genehmigung vom 30. Januar 1946 durch die französische Militärregierung in der konstituierenden Generalversammlung am 9. Februar 1946 (erste Generalversammlung nach dem Kriege) wieder gegründet.
Der Turnverein 1846 Weisenau (TVW) und der Athletenclub 1904/20 Weisenau (ACW) schlossen sich am 17. August 1946 an. Beide Vereine erhielten zunächst keine Genehmigung zur „Wiedergründung“. Der Verein hieß dann SpVgg 1846 Mainz-Weisenau. Der Athletenclub schied am 10. November 1949 und der Turnverein am 31. März 1951 wieder aus und der Verein hieß erneut Sportvereinigung Mainz-Weisenau. Im Jahr 1967 wurde der bis heute bestehende Vereinsname Sportvereinigung Weisenau-Mainz e. V., in Kurzform SVW Mainz, eingeführt.
Das sportliche Angebot des Vereins umfasst neben dem Fußball (Aktive, Jugend, Damen und Altherren) Tischtennis (seit 1948), Kegeln (1966), Tennis (1973) sowie Breitensport (1990).

## Sportliche Entwicklung
Nach dem Zusammenschluss im Jahr 1933 der beiden Vereine Olympia und VfR zur Sportvereinigung Mainz-Weisenau blieb der sportliche Durchbruch zunächst aus und der Verein spielte in der zweitklassigen Fußball-Bezirksklasse Rheinhessen. Einen ersten größeren Erfolg gab es im Jahr 1943, als Weisenau Meister der 1. Klasse Mainz wurde und anschließend in der Gauliga-Aufstiegsrunde an Wormatia Worms scheiterte. Nach dem Krieg gewann der Verein 1947 die Bezirksmeisterschaft; die gewonnene Meisterschaft 1948 in der damaligen Landesliga Rheinhessen bedeutete den Aufstieg in die höchste Spielklasse, die Zonenliga Gruppe Nord, aus der man 1950 aufgrund der Reduzierung der neu geschaffenen Oberliga Südwest auf 14 Vereine abstieg. 1951 gelang als Meister der Landesliga Rheinhessen/Nahe der direkte Wiederaufstieg. Jedoch bereits 1952 folgte der erneute Abstieg, ein weiteres Jahr später musste man auch die neu geschaffenen 2. Vertragsliga Südwest verlassen.
Doch schon 1954 gelang der Aufstieg aus der 1. Amateurliga Südwest in die sog. 2. Vertragsspielerliga, in der man bis 1958 spielte. In diesem Jahr stieg der Verein in die damals höchste deutsche Spielklasse, die 1. Vertragsspielerklasse, auf, in der man sich für ein Jahr halten konnte. Damals wohnten den Heimspielen bis zu 7000 Zuschauer bei.
Der Verein verweilte dann bis 1963 in der zweiten Liga und wurde nach Einführung der Bundesliga in die zweithöchste deutsche Spielklasse (Regionalliga Südwest) aufgenommen, in der in der Saison 1966/67 nur knapp die Teilnahme an den Aufstiegsspielen zur Bundesliga verpasst wurde. Man belegte zum Saisonende den dritten Tabellenplatz, drei Punkte hinter dem Vizemeister 1. FC Saarbrücken, der an der Bundesliga-Aufstiegsrunde teilnehmen durfte, und noch vor dem großen Nachbarn 1. FSV Mainz 05, der gegen die Weisenauer in dieser Spielzeit nur einen Punkt holte und Vierter wurde.
1970 stieg die SVW in die 1. Amateurliga Südwest ab 1974 musste man auch die höchste Amateurliga verlassen. Mit der Einführung der 2. Bundesliga in der Saison 1974/75 wurden auch die Amateurklassen neu gegliedert. Der Ausflug in die Bezirksklasse war nur von kurzer Dauer, denn nach Abschluss der Saison waren die Weisenauer Fußballer Meister und somit wieder im Amateur-Oberhaus dabei. 1977 musste man sich jedoch wieder in die damalige Bezirksklasse verabschieden, aus der man jedoch bereits im 1978 als Meister in die neu gegründete Verbandsliga Südwest aufstieg. 1980 folgte der Abstieg aus der Verbandsliga, in die man 1982 für ein Jahr zurückkehrte.
In den Jahren 1983 bis 1990 spielte die SVW in der Bezirksliga Rheinhessen, aus der man 1991 in die Landesliga aufstieg. Bis zur Saison 1999 gehörte man dieser Spielklasse an und klopfte mehrfach an die Tür zur nächsthöheren Spielklasse. 2000 stieg die SVW in die Bezirksliga ab. Am Ende der Saison 2008/09 gelang der Aufstieg in die Landesliga Ost des Südwestdeutschen Fußballverbandes. In der Saison 2016/17 erfolgte der erneute Abstieg in die Bezirksliga Rheinhessen. 2022 gelang die Rückkehr in die Landesliga.
Großes Augenmerk legt die SVW Mainz auch auf ihre Jugendarbeit. 2008 nahmen 13 Jugendmannschaften am Spielbetrieb teil. In der Vergangenheit wurden zahlreiche (auch überregionale) Titel gewonnen. In der Saison 2008/09 stieg die C-Jugend in die höchste deutsche Spielklasse, die C-Junioren Regionalliga, auf.

## Kurioses
Im Jahr 1973 vereinbarte die SVW ein Freundschaftsspiel gegen eine Freizeitmannschaft aus dem englischen Wolverhampton im Glauben, es handle sich um die Wolverhampton Wanderers, damals Fünfter der englischen Liga. Die Engländer hatten wiederum angenommen, gegen eine weitere Freizeitmannschaft zu spielen, und wurden erst stutzig, als sie das Weisenauer Stadion sahen und von der hohen Siegprämie erfuhren. Das Spiel endete 20:0 für die Weisenauer.

## Prominenz
Die SV Weisenau ist der Stammverein des Nationalspielers Franco Foda. Foda (Jahrgang 1966) spielte von 1973 bis 1979 bei der SVW.